# Arif Abd ar-Razzak
Arif Abd ar-Razzak (ur. 1924 w Ramadi, zm. 2007 w Berkshire) – iracki wojskowy i polityk, premier Iraku w 1965.

## Życiorys
Ukończył Akademię Wojskową w Bagdadzie, w 1943 był już generałem-brygadierem irackich sił powietrznych. Aktywny w ruchu panarabskim, następnie wstąpił do irackiego oddziału partii Baas, gdzie przewodził grupie sympatyzującej z naseryzmem. Po przewrocie Abd al-Karima Kasima i Abd as-Salama Arifa w 1958 został komendantem bazy sił powietrznych w Habbanijji. W 1959 stracił stanowisko pod zarzutem przygotowywania kolejnego przewrotu (rząd Kasima wycofał się już wtedy całkowicie z akceptowanych początkowo haseł panarabskich i przyjął politykę "Irak przede wszystkim"). W 1962 oczyszczono go jednak z zarzutów.
Brał udział w zamachu stanu w lutym 1963, w którym iraccy basiści oraz sympatyzujący z nimi wojskowi obalili rząd Kasima. Opowiadał się za odtworzeniem Zjednoczonej Republiki Arabskiej i przystąpieniem do niej Iraku. Scenariusz taki wydawał się realny przynajmniej w zakresie zjednoczenia Iraku i Syrii, w której 8 marca 1963 również, drogą zamachu stanu, władzę objęła partia Baas. W Iraku doszło jednak do ostrej rywalizacji między zwolennikami i przeciwnikami panarabizmu w samej rządzącej partii. Ostatecznie w listopadzie 1963 basiści stracili władzę wskutek przewrotu gen. Abd as-Salama Arifa. W przeszłości przekonany naserysta, z czasem doszedł on do przekonania, że priorytetem dla władz Iraku powinno być wzmacnianie własnego państwa. Aby udobruchać niezadowolonych ze zmiany kursu panarabistów w swoim otoczeniu, w 1965 mianował Arifa Abd ar-Razzaka, jednego z najwyższych stopniem w armii zwolenników naseryzmu, premierem Iraku. Prezydent chciał również, by Abd ar-Razzak zaangażował się w rozwiązywanie problemu irackiej społeczności kurdyjskiej i w ten sposób uświadomił sobie, że głoszenie haseł panarabskich było niecelowe).
We wrześniu 1965 Abd ar-Razzak, rozczarowany polityką Arifa, razem z innymi naserystami usiłował przeprowadzić zamach stanu, korzystając z nieobecności prezydenta w kraju. Pucz udaremniła wierna głowie państwa Gwardia Narodowa pod dowództwem Sajjida Slajbiego. Premier zbiegł do Egiptu; w październiku 1966 po raz drugi próbował obalić rząd iracki (prezydentem był już wówczas Abd ar-Rahman Arif; jego brat i poprzednik zginął w kwietniu tego samego roku w wypadku śmigłowca). Próba ta również okazała się nieudana, a iracki sąd wojskowy zaocznie skazał go na śmierć. W 1967 został aresztowany, po czym objęty amnestią i deportowany z kraju. Rok później wrócił do Iraku. Był jednym z sygnatariuszy listu do prezydenta Arifa z żądaniem zdymisjonowania rządu Tahira Jahji i utworzenia nowego rządu, jak również zwołania parlamentu. Po raz kolejny trafił do więzienia po zamachu stanu w 1968, przeprowadzonym przez iracki oddział partii Baas. Powtórnie skazany na śmierć, w styczniu 1969 otrzymał ostatecznie możliwość wyjazdu do Egiptu. Stamtąd udał się na emigrację do Wielkiej Brytanii.